# فوآ
فوآ (به فرانسوی: Foix) یک کمون در فرانسه است که در canton of Foix-Ville واقع شده‌است.

## خصوصیات
فوآ ۱۹٫۳۲ کیلومترمربع مساحت و ۹٬۷۱۲ نفر جمعیت دارد و ۴۰۰ متر بالاتر از سطح دریا واقع شده‌است.

## خواهرخوانده
شهرهای لریدا، آندورا لاولا و ریپون خواهرخوانده‌های فوآ هستند.